# Podocarpus lenticularis
Podocarpus lenticularis — вид хвойних дерев родини Podocarpaceae. Батьківщиною цього виду є Ассам і Лаос.